# Conway, Michigan
Conway är en ort i Emmet County i delstaten Michigan, USA.